# ستیانه
ستیانه (به انگلیسی: Satiana) یک روستا در پاکستان است که در فیصل‌آباد واقع شده‌است.